# Bandera de Tiurana
La bandera oficial de Tiurana té la descripció següent:
Bandera apaïsada, de proporcions dos d'alt per tres de llarg, verd fosc, amb les claus de l'escut amb les dents a dalt i mirant cap enfora passades en aspa, la groga en banda i la blanca en barra, tot el conjunt d'alçària 9/16 de la del drap i d'amplària 5/12 de la del mateix drap i situat a 1/16 de la vora superior i a 1/24 de la de l'asta. I amb el quart inferior format per dos rengles de 12 quadrats cadascun, el de dalt comença en groc i acaba en negre, i el de baix comença en negre i acaba en groc.

## Història

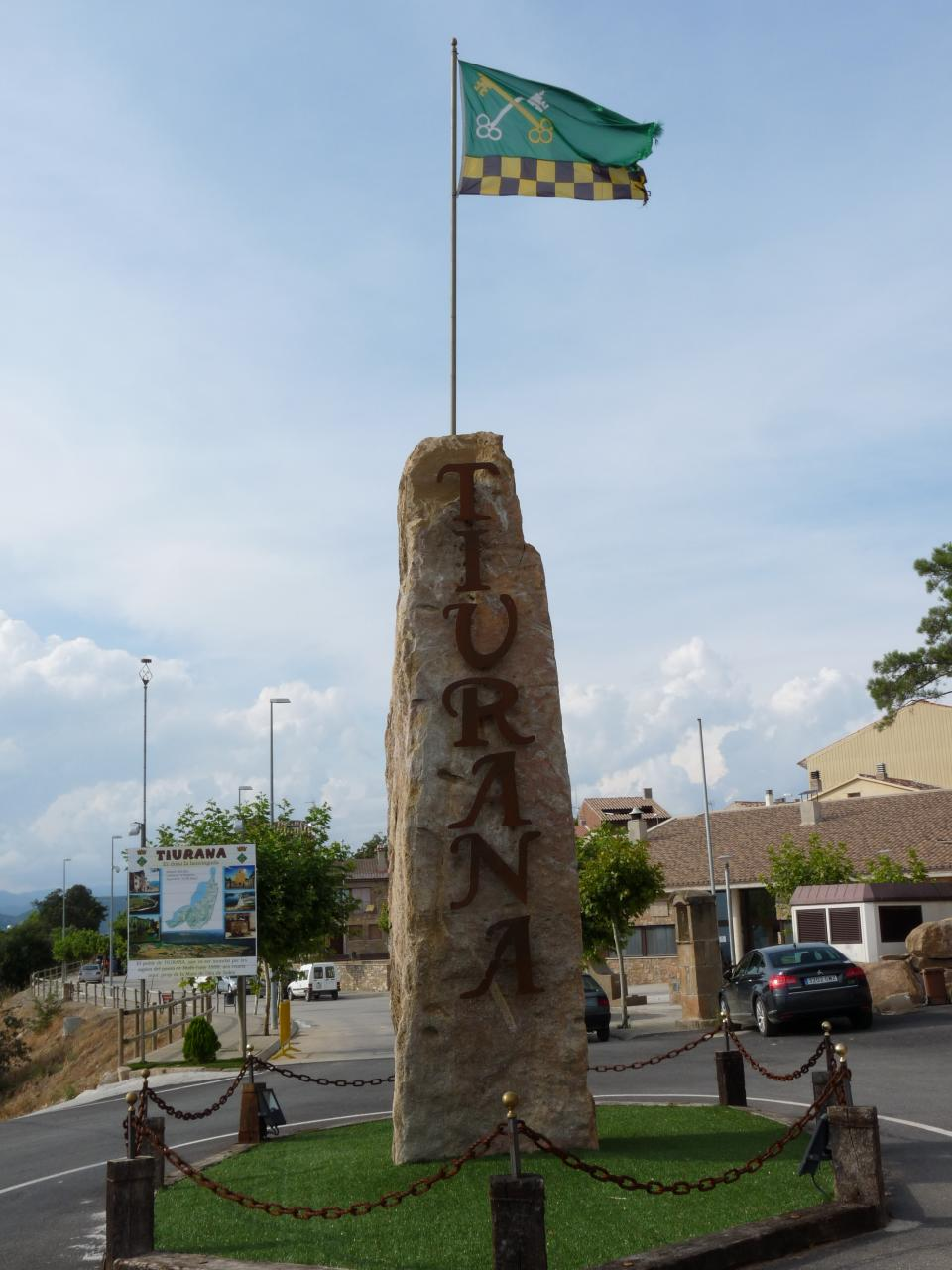
La bandera de Tiurana onejant en una rotonda del poble nou

Va ser aprovada en el ple de l'Ajuntament del 28 de març del 2001, i publicada al DOGC núm. 3737 el 10 d'octubre del 2002. Està basada en l'escut heràldic de la localitat.